# Thurzó család

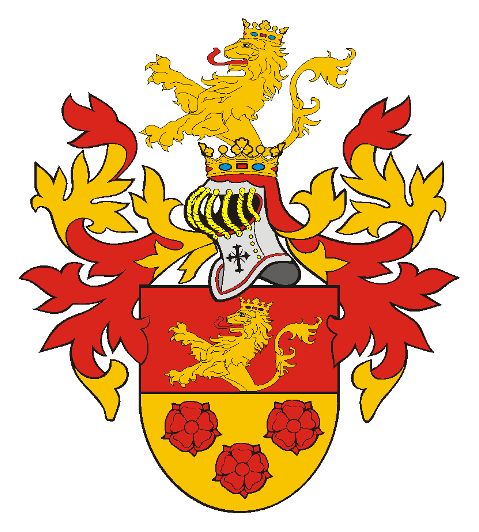
A Thurzó címer

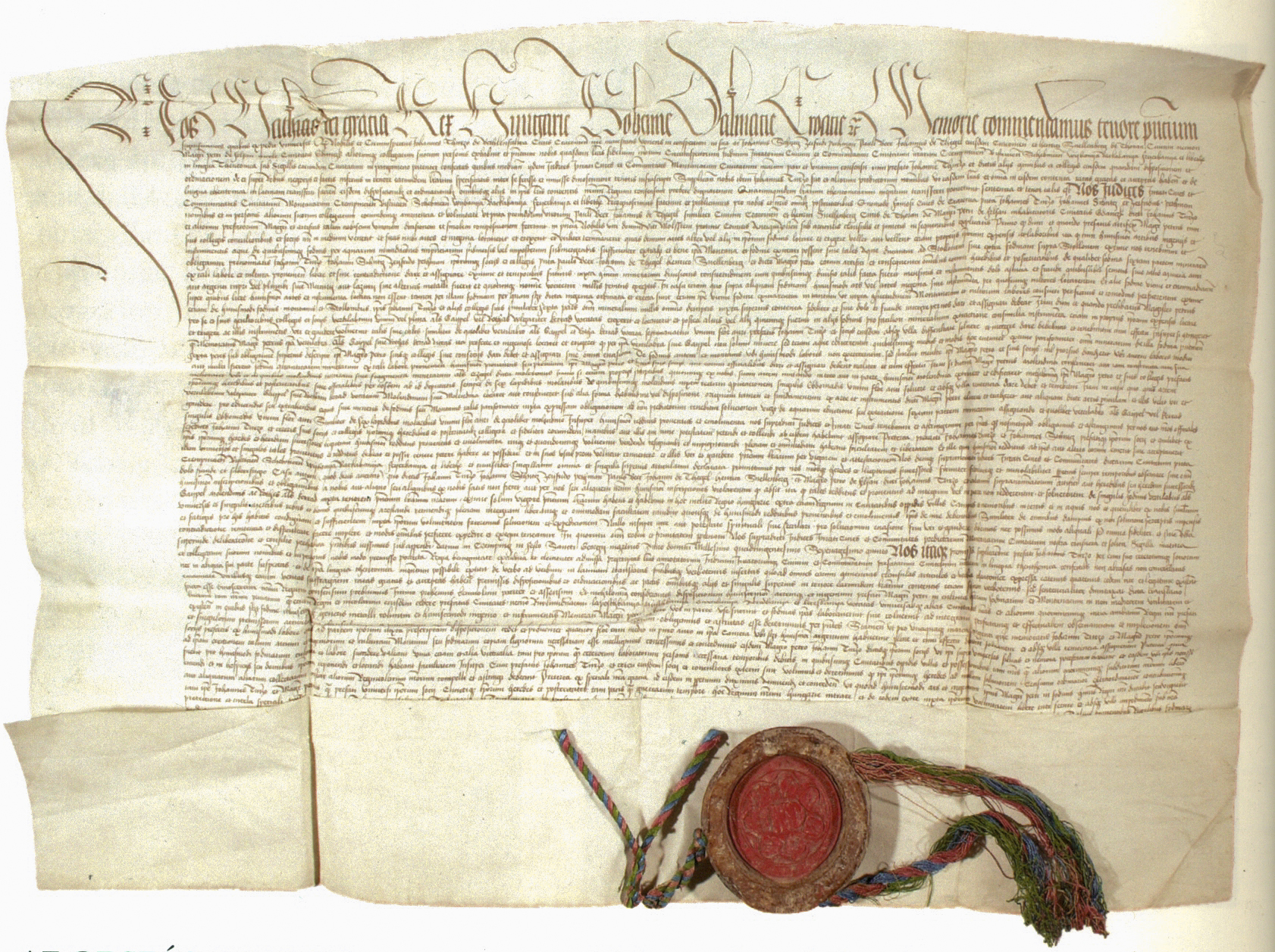
Mátyás király kiváltságlevele a Thurzó család számára 1475-ből

Bethlenfalvi  Thurzó család jól ismert történelmi főúri család, amelynek tagjai nemcsak a Magyar Királyság arisztokratái voltak, hanem Lengyelországban, a Cseh királyságban és a Német-Római birodalomban is előjogokkal rendelkeztek. A család számos tagját más közép-európai nemzetek is magukénak vallják.

## A család származása
A család eredetére vonatkozóan nincs egységes kutatói álláspont, többen több irányból eredeztetik a családot. Az tény, hogy sokkal többen vannak azok, akik ausztriai eredetűnek tartják a családot. A 12. században Ausztriában több Thurzó család is élt. A magyarországi Thurzó család, amely fontos történelmi szerepet játszott, Zsigmond király alatt emelkedett főúri rangba.
A család azért is nevezetes, mert nemcsak a magyarországi arisztokraták sorába emelkedett főúri famíliáról van szó, hanem később egy városi polgári és nagyvállalkozói család is lett egyúttal. Felemelkedésükben a gazdasági tevékenységnek-szolgálatnak is kiemelkedő szerep jut. A 15. század végére az egyik leggazdagabb magyarországi család lett.
A Thurzó család kapcsot jelentett a lengyel, az osztrák és a magyar főrangúak között, illetve rokonságban álltak a kora újkor egyik legbefolyásosabb bankár dinasztiájával a Fuggerekkel. Széles, egész Közép Európára kiterjedő nemzetközi kapcsolatrendszerrel rendelkeztek. A család egyes tagjai a protestáns (evangélikus) hit fő támogatói voltak.
A Thurzó család a Magyar Királyság mellett a közép-európai Habsburg Birodalom nemzetek feletti arisztokráciájának is meghatározó tagja volt. Levéltári anyaguk egy részét Budapesten őrzik, nagyobbrészt azonban Biccsén található.

## A család nevezetes tagjai
A Thurzó család első neves tagja (I.) Elek aki saját magyarországi gazdasági tevékenysége révén került be az udvari elitbe, először mint körmöci kamaragróf, majd mint királyi kincstartó. 1521-ben királyi kamaramester lett, majd tárnokmesterként jelentősen előrelépett a főméltóságok rangsorában. Az 1526-i mohácsi csata után I. Ferdinánd magyar király híveként (1526-1564) országbíróvá emelkedett. Majd egy évtized alatt a kamaragrófságból eljutott az ország egyik legbefolyásosabb főnemesi címébe. Korában szokatlanul gyors volt karrierje, amivel utódai sem tudtak versenyezni. A korabeli magyar nagybirtokosok sorában benne volt az első ötben. Ilyen gyors felemelkedést a Magyar Királyság elitjébe, csak a család egy másik tagja Thurzó György tudott elérni.
A magyar elit is befogadta, hiszen Anna leányát Báthori András tárnokmester és későbbi országbíró vette el. 
1622-ben az evangélikus Thurzó III. Szaniszló-nak szoros küzdelemben sikerült legyőznie a nádorválasztáson a nagy befolyású és gyorsan emelkedő Esterházy Miklóst. Ezzel jelentősen megerősítette a Thurzó család az országos befolyását. Fiai (Szaniszló, Ádám és Mihály) korai halálával a politikai és anyagi örökség későbbi élvezője az Esterházy család lett. Esterházy Miklós a nádor fiatalon elhunyt fiának, Imrének az özvegyét Nyáry Krisztinát vezette az oltár elé.
A Thurzó család  neves tagjai:
- Thurzó (I.) György lőcsei előkelő kereskedő ember, országgyűlési követ

akinek fia:
- Thurzó (II.) János (1437-1508) körmöci kamaragróf, Krakkóba költözve irányította a vállalkozását. Ott épített rézolvasztót és ott dolgozta fel a magyarországi nyersanyagot.

Öt nevezetes gyermeke (számos mások között):
- Thurzó (III.) János (1466-1520) boroszlói püspök
- Thurzó Szaniszló (1476 (?) – 1540) olmützi püspök

A fenti két püspök a közép-európai történetbe építkezéseikkel és nemes adományaikkal írták be a nevüket.
- Thurzó (III.) György (Jerzy) (Krakkó 1467 – Augsburg 1521) krakkói udvarnagy és körmöci kamaragróf. Ő volt az első Thurzó aki a neve Fugger családba házasodott, Fugger Annát vette feleségül.  E házasság hatására az elkövetkező közel 30 évben  a Fugger család kezében volt , a magyarországi réz- és ezüstbányászat.[5]
- Thurzó Elek (1490-1543) országbíró
- Thurzó Katalin (? – 1535) férje Fugger Raymund volt.

A család a 16. században két ágra bomlott. Az árvai ág György nádor fiával, míg a szepesi ág Szaniszló nádor fiaival halt ki.
Árvai ág
- Thurzó György (1567-1616) nádor

Szepesi ág
- Thurzó Szaniszló nádor

A család temetkezési helye a szepeshelyi Szent Márton templom volt.

## Emlékezetük
- A szlovák és a magyar történetírás közösen értékelte szerepüket.[forrás?]